# Kanton Lüchow

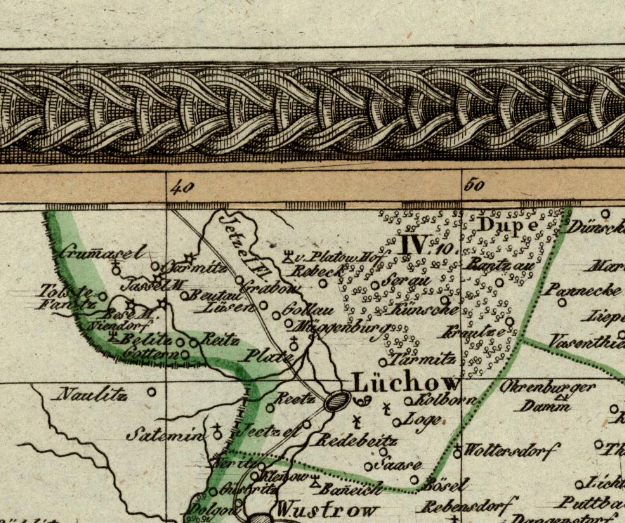
Der Kanton Lüchow (IV. 10) im Distrikt Salzwedel des Departements der Elbe des Königreichs Westphalen

Der Kanton Lüchow (auch Canton Lüchow) war eine Verwaltungseinheit im Königreich Westphalen. Er wurde 1810 nach der Einverleibung des Kurfürstentums Braunschweig-Lüneburg (auch Kurfürstentum Hannover genannt) in das Königreich Westphalen gebildet und dem Distrikt Salzwedel im Departement der Nieder-Elbe zugewiesen. Schon im März 1811 wurde das Departement der Nieder-Elbe aufgelöst und die Gebiete kamen größtenteils an die neu geschaffenen französischen hanseatischen Departements. Der Distrikt Salzwedel wurde an das Departement der Elbe angeschlossen. Kantonshauptort (chef lieu) des Kantons Lüchow war Lüchow im Landkreis Lüchow-Dannenberg (Niedersachsen). Nach Auflösung des Königreichs Westphalens im Oktober 1813 wurden die Kantone wieder aufgelöst und die vorherige Verwaltungsgliederung wieder übernommen.

## Geschichte
Mit Decret vom 18. August 1807 rief Kaiser Napoleon das Königreich Westphalen ins Leben. Der erste und einzige König Hieronymus Napoleon (Jérôme Bonaparte), Bruder Napoleons erhielt aber erst am 1. Dezember 1807 die volle Souveränität über sein Königreich. Preußen musste 1807 im Frieden von Tilsit neben anderen Landesteilen auch die Altmark und das Herzogtum Magdeburg abtreten, die dem neuen Königreich zugeschlagen wurden. Aus diesen Gebieten und einigen kleineren sächsischen Gebieten wurde das Departement der Elbe gebildet, das sich in vier Distrikte (Magdeburg, Neuhaldensleben, Stendal und Salzwedel) gliederte.
1810 annektierte das Königreich Westphalen das bisherige Kurfürstentum Braunschweig-Lüneburg, auch Kurfürstentum Hannover genannt. Aus diesen Gebieten wurde drei neue Departements gebildet, das Departement der Nieder-Elbe, das Nord-Departement (später Departement der Elbe- und Weser-Mündung genannt) und das Departement der Aller. Der Distrikt Salzwedel des Departements der Elbe wurde formal aufgelöst. Gleichzeitig wurde ein neuer Distrikt Salzwedel im Departement der Nieder-Elbe gebildet. Der neue Distrikt Salzwedel erhielt acht Kantone aus dem aufgelösten Distrikt Salzwedel des Departements der Elbe (Kanton Jübar, Kanton Kalbe, Kanton Groß Apenburg, Kanton Beetzendorf, Kanton Diesdorf, Stadtkanton Salzwedel, Landkanton Salzwedel und Kanton Arendsee) und fünf neue, aus Gebieten des Kurfürstentum Braunschweig-Lüneburg gebildete Kantone: Quickborn, Lüchow, Gartow, Wittingen und Wustrow.
Nach der Division territoriale relative aux trois départements formés des anciennes provinces hanovriennes ..., das dem Königlichen Dekret vom 15. Juli 1810 beigeheftet war, bestand der Kanton Lüchow aus folgenden Städten, Dörfern und Gehöften (von der heutigen Schreibweise abweichende Originalschreibweisen sind kursiv gehalten):
- Lüchow, Kantonshauptort (chef-lieu)
- Krummasel (Crummasel), Dorf mit Karmitz (Carmitz), Dorf, Tolstefanz (Tolstefantz), Dorf, Nienhof (Niendorf), Besemühle (existiert nicht mehr: Lage:) und Jaaßelmühle (Jassemühle) (Lage:)
- Grabow, Dorf mit Beutow (Beulau), Dorf
- Göttien, Dorf mit Reitze (Reitz), Dorf, Belitz, Dorf und Oldemühle
- Jeetzel, Dorf mit Reetze (Reitz (sic!)), Dorf
- Müggenburg, Dorf, mit Plate, Dorf, Gollau, Dorf und Lüsen, Dorf
- Rehbeck (Rebeck), Dorf, mit Weitsche, Dorf, Seerau in der Lucie (Serau in der Lucie), Dorf
- Ranzau (Rantzau), Dorf, mit Künsche, Dorf und Krautze, Dorf
- Tarmitz, Dorf mit Kolborn (Colborn), Dorf, Loge, Dorf, Reddebeitz (Redebeitz), Dorf und Saaße (Saaze), Dorf
- Bösel (Boesel), Dorf

Nach dem Werk Statistisches Repertorium über das Königreich Westphalen von Johann Georg Heinrich Hassel hatte der Kanton Lüchow 1811 eine Fläche von 3,55 Quadratmeilen und zählte 4978 Einwohner. Nach den Angaben von Friedrich Justin Bertuch hatte der Kanton 1811 dagegen 5159 Einwohner.
Schon im März 1811 musste das Königreich Westphalen große Teile des Departements Nieder-Elbe an das Französische Kaiserreich abtreten; aus ihnen wurde die Hanseatischen Departements gebildet. Das Departement Nieder-Elbe wurde aufgelöst. Der übrig gebliebene Distrikt Salzwedel wurde an das Departement der Elbe angeschlossen.
Nach dem Hof- und Staats-Handbuch des Königreichs Westphalen von 1811 wurden die Kantone Lüchow und Wustrow zusammen verwaltet. Maire war Bodo Christian Wilhelm von Plato in Gartow. Die Bevölkerungszahl der beiden Kantone wurde zusammen mit 10.574 angegeben.
Nach der Niederlage in der Völkerschlacht bei Leipzig im Oktober 1813 löste sich das Königreich Westphalen auf. Das Gebiet kam wieder zum Nachfolgestaat des Kurfürstentum Braunschweig-Lüneburg, das Königreich Hannover. Ab 1814 wurde die vorherige Verwaltungsgliederung wiederhergestellt.